# Bojana Popović
Pour les articles homonymes, voir Popović.
Bojana Popović, née Petrović le 20 novembre 1979 à Niš (Serbie), est une ancienne handballeuse internationale monténégrine. Bien que n'ayant jamais reçu à titre personnel de distinctions internationales (au grand dam d'Olivier Krumbholz), elle est considérée comme une des meilleures joueuses du monde puisqu'elle a notamment remporté 6 Ligues des champions, 12 championnats nationaux, 1 médaille d'argent aux JO de 2012 et 4 titres de meilleure joueuse du championnat du Danemark.

## Biographie
- (en) Cette section est essentiellement issue de l’article de l'EHF en anglais intitulé (en) « Bojana Popović: Her career statistics », sur history.eurohandball.com, Fédération européenne de handball, 23 mai 2012 (consulté le 22 mars 2025).

### Parcours en club
Née à Niš en Serbie comme un certain Nikola Karabatic le 20 novembre 1978, Bojana Popović a commencé à jouer au handball à l'âge de 11 ans à Niš. Elle joue son premier match en première division à seulement 13 ans et s'installe à compter de 1994 dans l'équipe une du ŽRK Naisa Niš. En 1998, elle rejoint le Budućnost Podgorica pour 4 saisons où elle remporte 4 championnats de Yougoslavie consécutivement ainsi que 3 coupes nationales.
Elle est alors remarquée par le géant danois Slagelse FH, alors entrainé par Anja Andersen. Bien consciente de la force du championnat du Danemark et du statut de l'équipe nationale du Danemark, elle n'a pas hésité à quitter les Balkans pour le nord de l'Europe. Et avec Slagelse, elle a connu de grands succès : trois Ligues des Champions (2004, 2005 et 2007), une Coupe de l'EHF en 2003, trois titres de champion du Danemark (2003, 2005, 2007) et deux Coupes du Danemark (2003, 2007).
Lors de ces 5 ans à Slagelse FH, Popović a été élue meilleure joueuse de l'année au Danemark en 2004 et 2005, principalement de par ses contributions aux victoires en Ligue des champions ces années-là. Elle a d'ailleurs terminé meilleure marqueuse de la Ligue des champions en 2004 (98 buts), 2005 (85 buts) et 2007 (96 buts) et meilleure buteuse du championnat danois en 2004 (219 buts) et 2005 (222 buts).
En 2007, elle a changé d'équipe et rejoint le club de Viborg HK, toujours au Danemark, devenant la handballeuse la mieux rémunérée de la planète avec 25 000 € mensuel. Elle y a poursuivi sa série de victoires avec tois autres championnats du Danemark (2008, 2009, 2010), deux Coupes du Danemark (2008 et 2009) et deux autres Ligues des champions (2009 et 2010). En outre, elle a été une nouvelle fois élue meilleure joueuse de l'année au Danemark en 2008.
Le 20 février 2009, Bojana Popović subit une grave blessure au genou lors d'un match de Ligue des champions. Les ligaments du genou sévèrement touchés, elle se retrouve écartée des terrains pendant 8 longs mois, sans certitudes quant à sa capacité à retrouver le haut niveau. « Au cours de la période de récupération j'ai essayé d'utiliser mon temps de la meilleure façon possible, de retrouver ma force physique et mentale, et en sortir encore plus fort que j'étais avant. Je pense que j'ai réussi », a déclaré Bojana après son retour sur les terrains le 10 octobre 2009. Et elle avait raison, comme elle l'a prouvé en remportant la Ligue des champions 2010 avec son équipe de Viborg et en terminant troisième meilleure buteuse de cette même compétition avec 84 buts dont 9 lors de la finale aller.
À l'été 2010, alors qu'elle lui reste deux ans de contrat à Viborg et qu'elle était alors la handballeuse la mieux payée du monde (1,4 million € sur trois ans), elle décide de quitter le Danemark pour raisons familiales, son mari ne s'y sentant pas bien. Elle retrouve alors le club de ses débuts, le Budućnost Podgorica. Au cours de la première saison, elle a emmené son équipe jusqu'en demi-finale de la Ligue des champions 2011, où les Norvégiennes de Larvik HK furent un obstacle trop difficile à franchir, malgré les 85 buts de Popović cette saison-là (troisième meilleure buteuse). Elle a terminé la saison avec le Championnat du Monténégro, la Coupe du Monténégro et le trophée de la Ligue Régionale.
Mais sa dernière saison a été la cerise sur le gâteau. En plus de remporter les trois mêmes trophées que la saison précédente, Popović et Budućnost ont finalement réussi à réaliser le rêve de longue date du club, à savoir remporter la Ligue des champions 2012, où elle a terminé deuxième meilleure buteuse avec 106 buts. C'est sur ce dernier succès que Popović décide de mettre un terme à sa carrière en club.

### Parcours en équipe nationale
Sous le maillot de l'ex-Yougoslavie, Popović a remporté une médaille de bronze aux Championnats du monde 2001 en Italie. Après l'indépendance du Monténégro en mai 2006, Popović a décidé de jouer pour eux puisque son mari, un ancien basketteur professionnel, est monténégrin.
Le dernier objectif de la joueuse est d'obtenir une médaille aux JO de Londres. Le Monténégro gagne sa place lors du Tournoi de qualification olympique l'opposant à la France, la Roumanie et au Japon. Lors du tournoi olympique, malgré une 4e place dans son groupe avec 2 victoires, 1 nul et 2 défaites, elle parvient à faire tomber la France puis l'Espagne pour atteindre la finale olympique : Bojana Popović termine sa carrière sur une superbe médaille d'argent, première et unique médaille remportée par le Monténégro aux Jeux olympiques. Elle met un terme à sa carrière sur cette médaille et ne participe donc pas au Championnat d'Europe 2012, remporté par le Monténégro.
En 2016, alors qu'elle n'a joué de match officiel depuis sa retraite sportive à l'issue de la finale olympique de 2012, elle est sélectionnée pour les Jeux olympiques de 2016 à Rio, étant de plus porte-drapeau du Monténégro. La dynamique n'est néanmoins pas retrouvée puisque Popović et les Monténégrines terminent dernières de leur poule avec 5 défaites en autant de matchs.

## Palmarès

### Club
compétitions internationales
- vainqueur de la Ligue des champions (6) : 2004, 2005, 2007, 2009, 2010 et 2012
- vainqueur de la Coupe de l'EHF (1) : 2003

Compétitions nationales
- Vainqueur du Championnat de RF Yougoslavie (4) : 1999, 2000, 2001, 2002
- Vainqueur de la Coupe de RF Yougoslavie (3) : 2000, 2001, 2002
- Vainqueur du Championnat du Danemark (6) :2004, 2005, 2007, 2008, 2009, 2010
- Vainqueur de la Coupe du Danemark (3) : 2003, 2008, 2009
- Vainqueur du Championnat du Monténégro (2) : 2011, 2012
- Vainqueur de la Coupe du Monténégro (2) : 2011, 2012

### En équipe nationale
Jeux olympiques 
- Médaille d'argent aux Jeux olympiques de 2012[5] en  Grande-Bretagne

 Championnats du monde 
- Médaille de bronze au Championnat du monde 2001 en  Italie

### Distinctions personnelles
Récompenses générales
- Élue jeune sportive de l'année au Monténégro (en) : 1999
- Élue joueuse de l'année au Monténégro (2) : 2010, 2011
- Élue sportive de l'année au Monténégro (en) : 2012
- Nommée dans l'élection de la meilleure handballeuse mondiale de l'année en 2010 (remportée par Cristina Neagu) et 2012 (remportée par Alexandra do Nascimento)

Élue dans l'équipe-type d'une compétition nationale
- Élue meilleure joueuse de l'année au Danemark[6] (3) : 2004[7], 2005, 2008
- Élue meilleure arrière gauche au Danemark (4) : 2004[7], 2005, 2007, 2010
- Élue meilleure demi-centre au Danemark (1) : 2009
- Élue meilleure arrière gauche aux Jeux olympiques (1) : 2012 à Londres

Meilleure marqueuse d'une compétition
- Meilleure marqueuse de la Ligue des champions (3) : 2004, 2005, 2007
- Meilleure marqueuse du Championnat du Danemark (2) : 2004 avec 174 buts[7], 2005 avec 175 buts
- 2e meilleure marqueuse aux Jeux olympiques de 2012 à Londres